# 기리도시역
기리도시역(일본어: 切通駅)은 일본 기후현 기후시에 위치한 나고야 철도 가카미가하라선의 철도역이다. 역 번호는 KG 14이며, 상대식 승강장 2면 2선의 구조를 갖춘 지상역이다.

## 타는 곳
| 1 | ■ 가카미가하라선 | 하행 | 미카키노 · 신우누마 · 이누야마 방면                      |
| 2 | ■ 가카미가하라선 | 상행 | 메이테쓰기후 · (메이테쓰 기후 환승) (메이테쓰나고야 방면 |

## 이용 현황
- 2013년 기준 : 1,587명

## 역 주변
- 기후 시 나가모리 커뮤니티 센터
- 기후 여자 고등학교

## 인접 역
| 나고야 철도 가카미가하라선           | 나고야 철도 가카미가하라선 | 나고야 철도 가카미가하라선   |
| ------------------------------------ | -------------------------- | ---------------------------- |
| NH 60 메이테쓰기후 메이테쓰기후 방면 | □ 쾌속 급행 · ■ 급행       | 신나카 KG 10 신우누마 방면   |
| KG 15 호소바타 메이테쓰기후 방면     | ■ 보통                     | 데지카라 KG 13 신우누마 방면 |